# 亞洲會
亞洲會（英語：Asia Club）是2012年香港亞洲電視成立的組織，據亞視官方聲稱，創會宗旨是要「凝聚所有關心亞洲電視的朋友，成為亞洲電視一股巨大的推動力」，並歡迎過去及現在在亞視工作的台前幕後和觀眾加入。
2012年5月18日，第八屆中國（深圳）國際文化產業博覽交易會（文博會）上，亞洲電視正式成立亞洲會。2015年1月23日，亞視本港台及亞洲台同步現場播放特備節目《萬眾同心撑亞視》，由亞洲會贊助播出。
亞洲會最後一個公開活動為2016年2月19日在麥花臣場館舉辦的《星光耀舞台新春敬老聯歡音樂會》（與耀舞台合作主辦）；官網與Facebook專頁在2013年9月後便不再更新，官方網站並於亞視終止廣播後之翌月被停止運作。

## 亞洲會年代架構
- 會長：魏秋樺
- 行政總裁：程啟光
- 四大金剛：程啟光、盧傑群、林卓賓、夏連娜
- 副會長：羅鈞輝、趙汝強
- 名譽會長：高志森、龔中心、胡恩威、黃炳均、黎文卓、林貝聿嘉、潘志文、孫國林、王征、張協玲、張永霖、鄭明明、鄭榮華、周梁淑怡
- 顧問：邱喜耀、陳麗雲、盛品儒、唐德全、葉家寶、余統浩、方國珊、鄺凱迎、雷競斌、黎燕珊、劉瀾昌、莫何敏儀

## 爭議

### 強迫員工入會
2012年10月24日，《香港壹週刊》報道，亞視主要投資者王征強制亞視旗下藝員加入亞洲會並繳交會費，一年會費500港元。

### 「關注香港未來」集會
2012年11月中旬，亞視於其頻道播放宣傳片，預告11月12日將會現場直播一個名為「關注香港未來」的活動，當次活動於香港政府總部舉行，聲稱「活動由亞洲會舉辦，亞洲電視、仁美清敘全力支持」，更在本港台和亞洲台作全程現場直播。集會安排歌舞表演，並於活動開宗明義反對增發免費電視牌照。亞視動員數百名員工撐場，惟有亞視員工向媒體爆料指亞視強迫員工出席集會，現場所見有員工帶同小孩參與，但小孩表示不清楚集會目的。亦有記者發現，出席活動舉牌示威的人群中有非本地人士，疑似請槍充撐場面而且假造民意。
亞視高級副總裁鄺凱迎表示，亞視並無威迫員工參與，亞視只是全力支持亞洲會，亞洲會與亞視並無直接關係。然而有媒體發現，亞洲會的註冊地址同為亞視大埔總台。
亞視執行董事盛品儒表示，現時香港免費電視行業的競爭激烈，市民已經有足夠的選擇，香港容不下更多免費電視台；並以佳藝電視、DBC數碼電台和台灣壹電視作例子，稱惡性競爭只會導致有電視台倒閉。王征在集會聲言，如果政府再發免費電視牌照，將會是「災難的開始」，將令香港「台灣化」及政治化。但現場記者問王征「台灣化有什麼不好」，王征回應「如你覺得台灣好，便去台灣」。
活動舉行期間，有支持多發免費電視牌照的市民到場示威，立法會議員范國威、毛孟靜、陳志全與名嘴林旭華、蕭若元等人亦有到場，但都被亞視保安阻止入場。毛孟靜欲與王征對話，也不得要領。毛孟靜稱亞視作為既得利益者，用大氣電波直播類似政治廣告的集會是公器私用；王征則指毛在「搞亂香港」，王更率亞視員工高喊「毛孟靜，禍害香港，滾回去」。
截至11月13日傍晚，通訊事務管理局接獲逾2000宗有關是次直播活動的投訴，內容包括節目名稱與內容不符、濫用電視頻道、歪曲事實、偏頗及誤導大眾等。通訊局稱，會根據《廣播條例》及《電視通用業務守則-節目標準》的規定處理投訴。

## 連結
- 官方網站 （页面存档备份，存于）